# Henryk-Sienkiewicz-Park

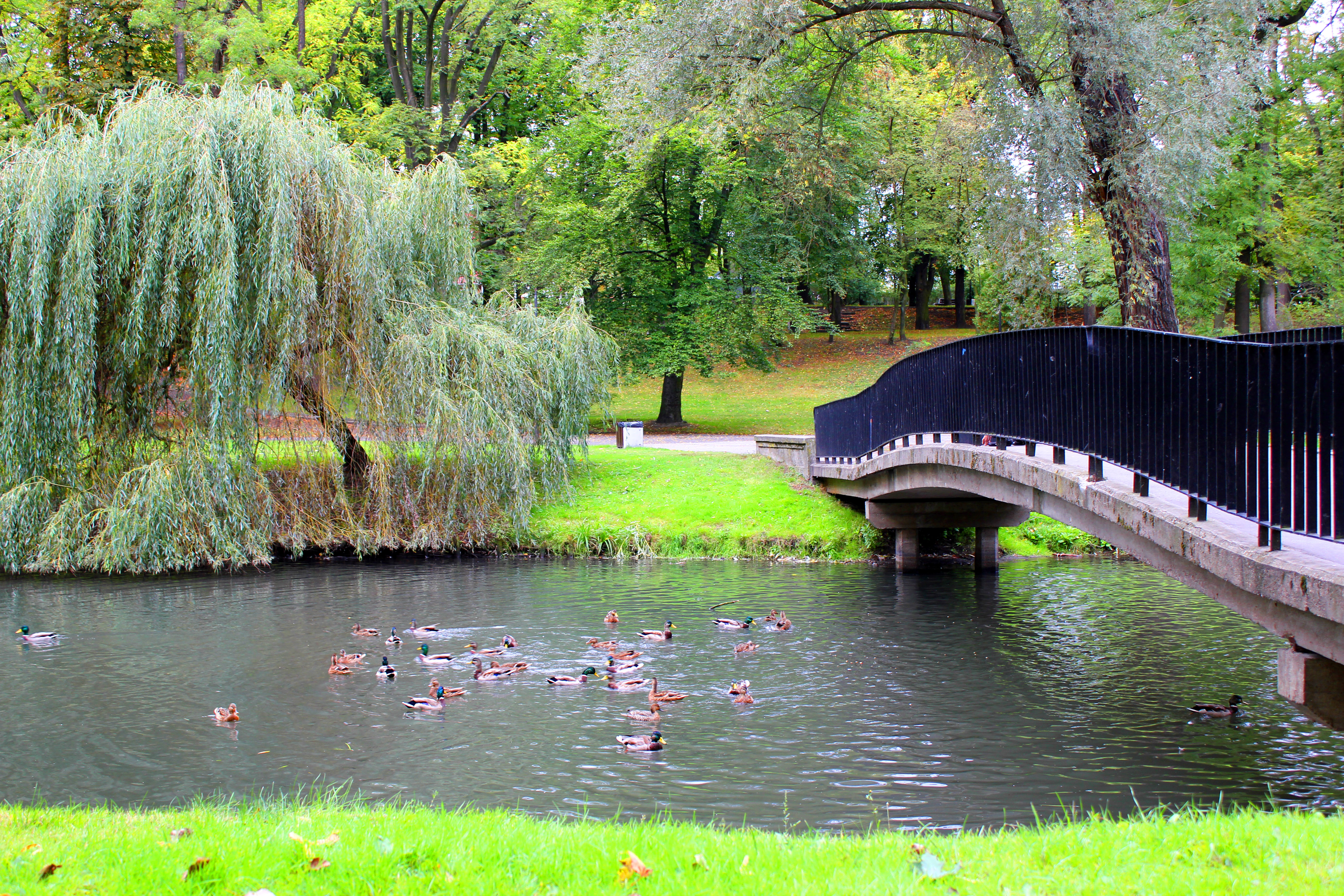
Der Henryk-Sienkiewicz-Park in Włocławek

Der Henryk-Sienkiewicz-Park in Włocławek ist einer der ältesten Stadtparks in Polen.

## Geschichte

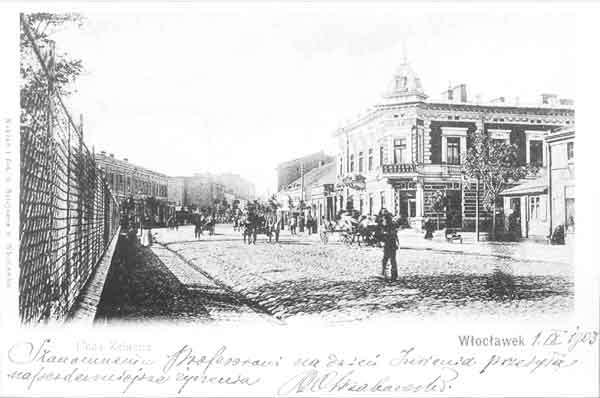
Der heutige Wolności-Platz mit Zaun zum Parkvorgänger Sächsischer Garten (Foto vor 1902)

Ein erster Stadtpark entstand 1824 in der Nähe des Franziskanerklosters und der St.-Adalbert-Kirche (in der Nähe der heutigen Słowackiego-Straße). Er wurde aufgrund des sandigen Bodens 1830 geschlossen. Der zweite Park – später „Sächsischer Garten“ genannt – entstand in den Jahren 1841–1845 auf dem Gebiet des heutigen Wolności-Platzes. Seine Fläche betrug 8044 m². Ein Teil des Gartens wurde 1905 zugunsten des Baus der orthodoxen Nikolaikirche geschlossen und schließlich insgesamt mit dieser Kirche abgetragen.
Der heutige Park wurde 1870 auf nur ein kleines Gebiet am rechten Ufer des Flusses Zgłowiączka an einem völlig unbewaldeten Flusshang angelegt. Das Erweiterungsprojekt nach 1916 wurde – im englischen Stil – vom Gärtner Franciszek Szanior realisiert. Während der Zweiten Polnischen Republik wurde der Park auf eine Fläche von 23.446 m² erweitert und in den Jahren 1926–1939 bis zur Eisenbahnbrücke ausgedehnt.
1923 wurde im Park ein Kiosk mit Obstverkauf eingerichtet. 1925 kam eine Konzertmuschel hinzu, die den Beginn des späteren Amphitheaters bildete, das bis zum Ende des 20. Jahrhunderts in Betrieb war. Hier fanden für kulturelle Veranstaltungen wie Konzerte und Festivals statt, bis es zu Beginn des 21. Jahrhunderts verwahrloste und 2006 zusammen mit dem angrenzenden Parkowa-Café abgerissen wurde. Im Jahr 2008 wurde an seiner Stelle ein Spielplatz gebaut, der bei den Einwohnern auf Widerspruch stieß.
In den 1920er Jahren gab es ein Gewächshaus. 1924 enthüllte man ein Denkmal von Oberst Bechi (der auch eine eigene Straße in Włocławek hat), das jedoch 1939 niedergerissen wurde.
Im nächsten Jahrzehnt entstanden unter anderem eine Konditorei und ein Funk-Megaphon.

## Charakteristik

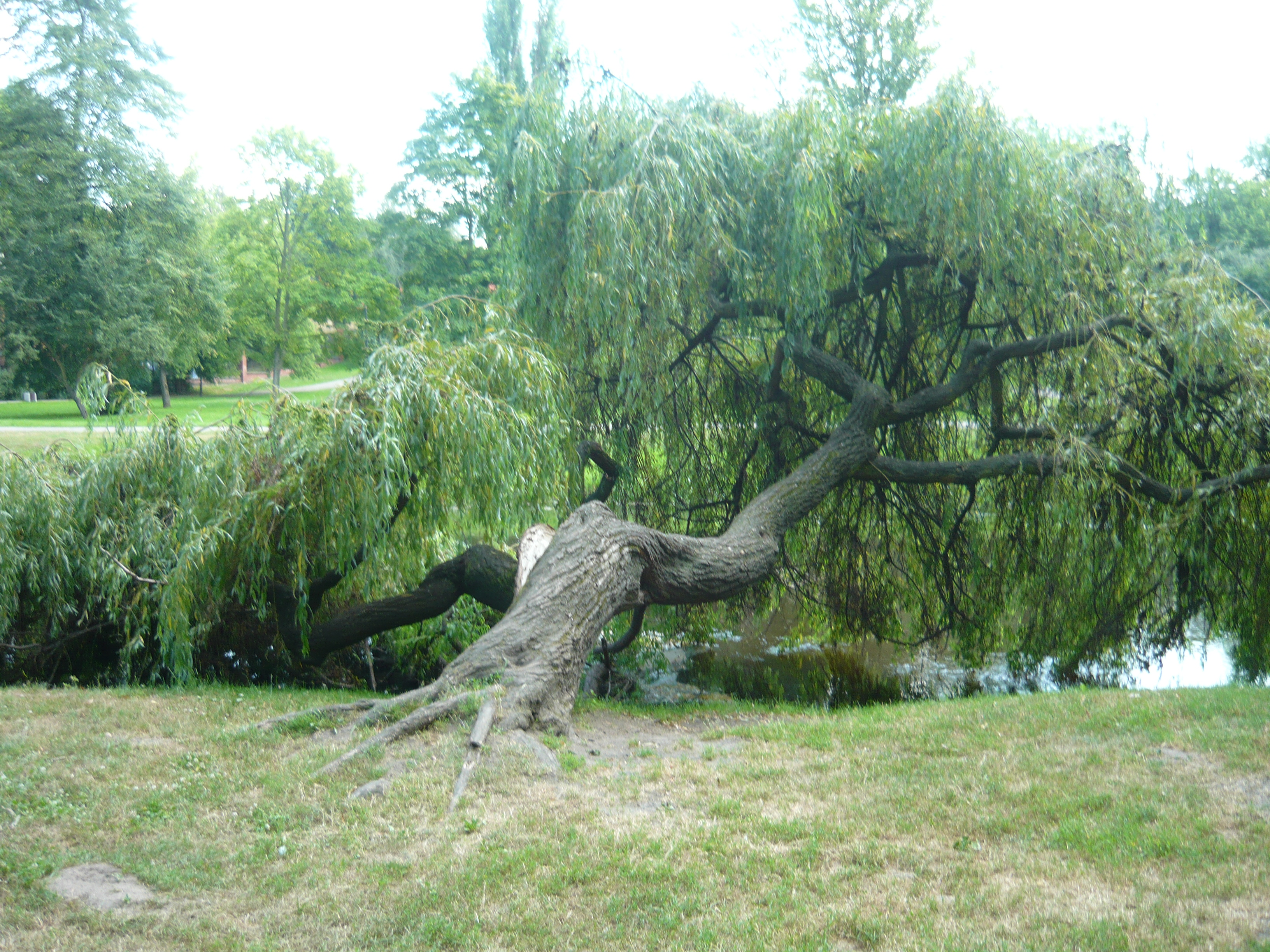
Trauerweide, mit fast horizontalem Stamm

Der Henryk-Sienkiewicz-Park befindet sich an der Mündung der Zgłowiączka in die Weichsel, im Stadtzentrum, neben der Kathedralbasilika Mariä Himmelfahrt. Die Fläche des Parks beträgt 40,18 Hektar, und die Dichte der Bäume und Sträucher beträgt etwa 200 Stück pro Hektar. Es gibt 65 Baumarten im Park, 53 davon sind Laubbäume.
Der Schriftsteller Henryk Sienkiewicz wurde 1916 Schirmherr des Parks. Er hatte Włocławek zwischen 1903 und 1904 im Zusammenhang mit einer Überschwemmung in der Stadt besucht, wo er auch ein Kapitel seiner Novelle las und schließlich die Ehrenmitgliedschaft im Ruderverein Włocławek annahm. Die Bürger veranlassten zu seinem Gedenken die Aufstellung seiner Büste im Park.
Eine der Attraktionen des Parks ist eine historische Trauerweide, deren Stamm fast auf der Oberfläche des Flusses Zgłowiączka liegt. Im November 2017 beschlossen die Stadtbehörden, den Baum zu fällen. Die Entscheidung stieß bei den Einwohnern auf breiten Protest, so dass der Plan aufgegeben wurde, die Trauerweide zu fällen, stattdessen wurde beschlossen, den Baum besser zu pflegen.
Aufgrund seiner Lage ist der Park bei Weichselhochwasser Überschwemmungen ausgesetzt. Dies geschah 1937 und 2010.

## Galerie

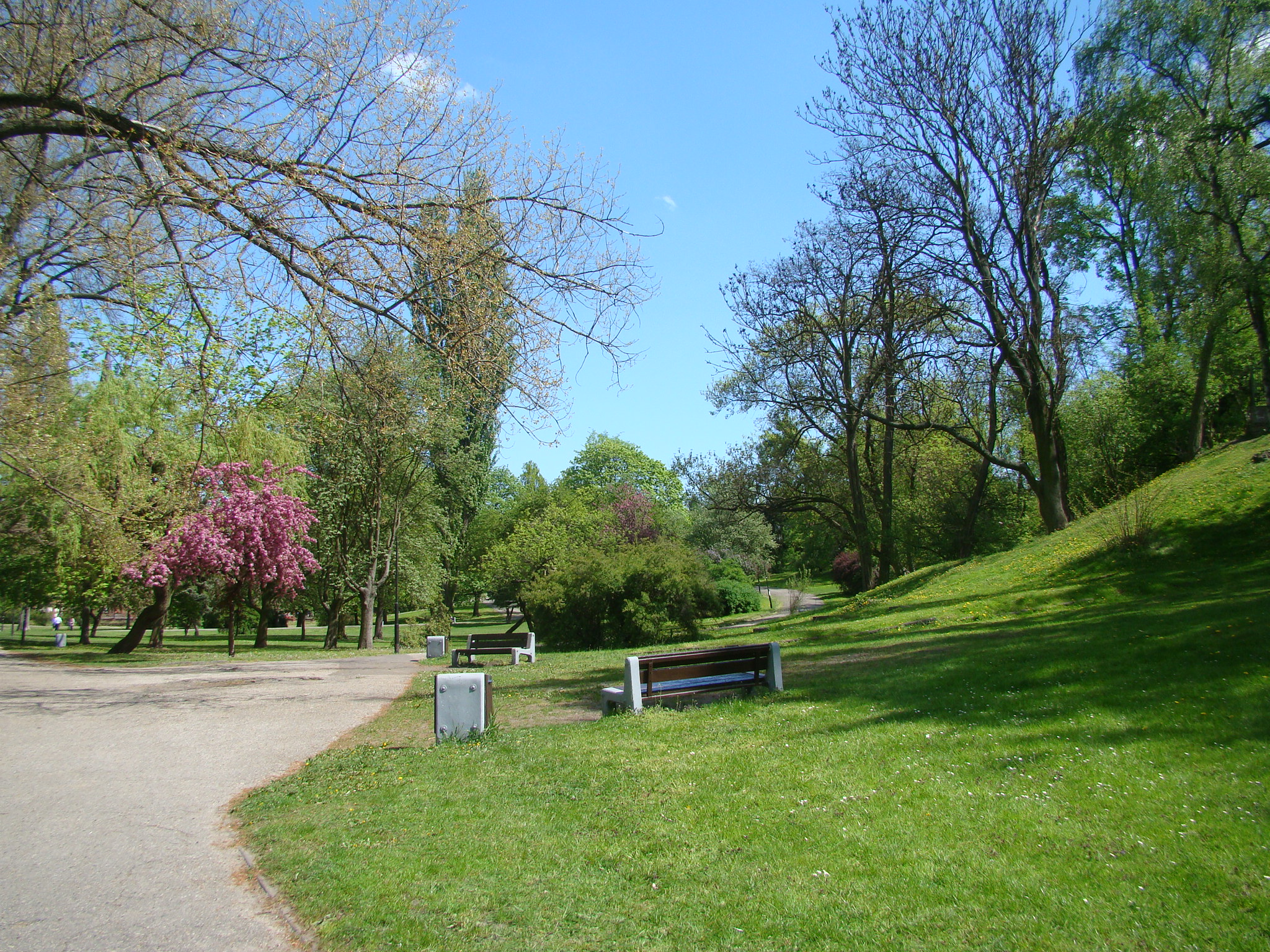
Parkallee mit Bänken
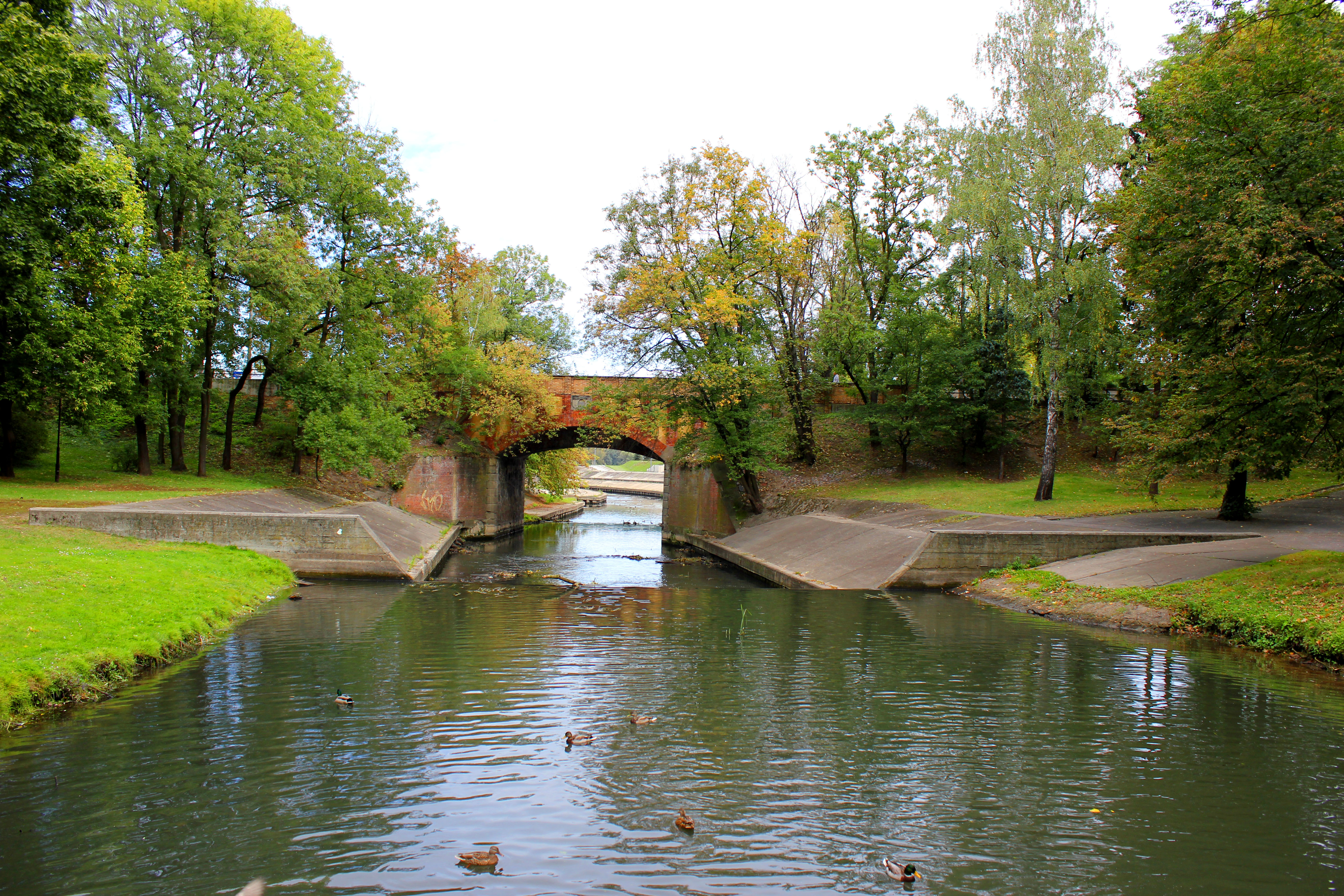
Straßenbrücke über die Zgłowiączka
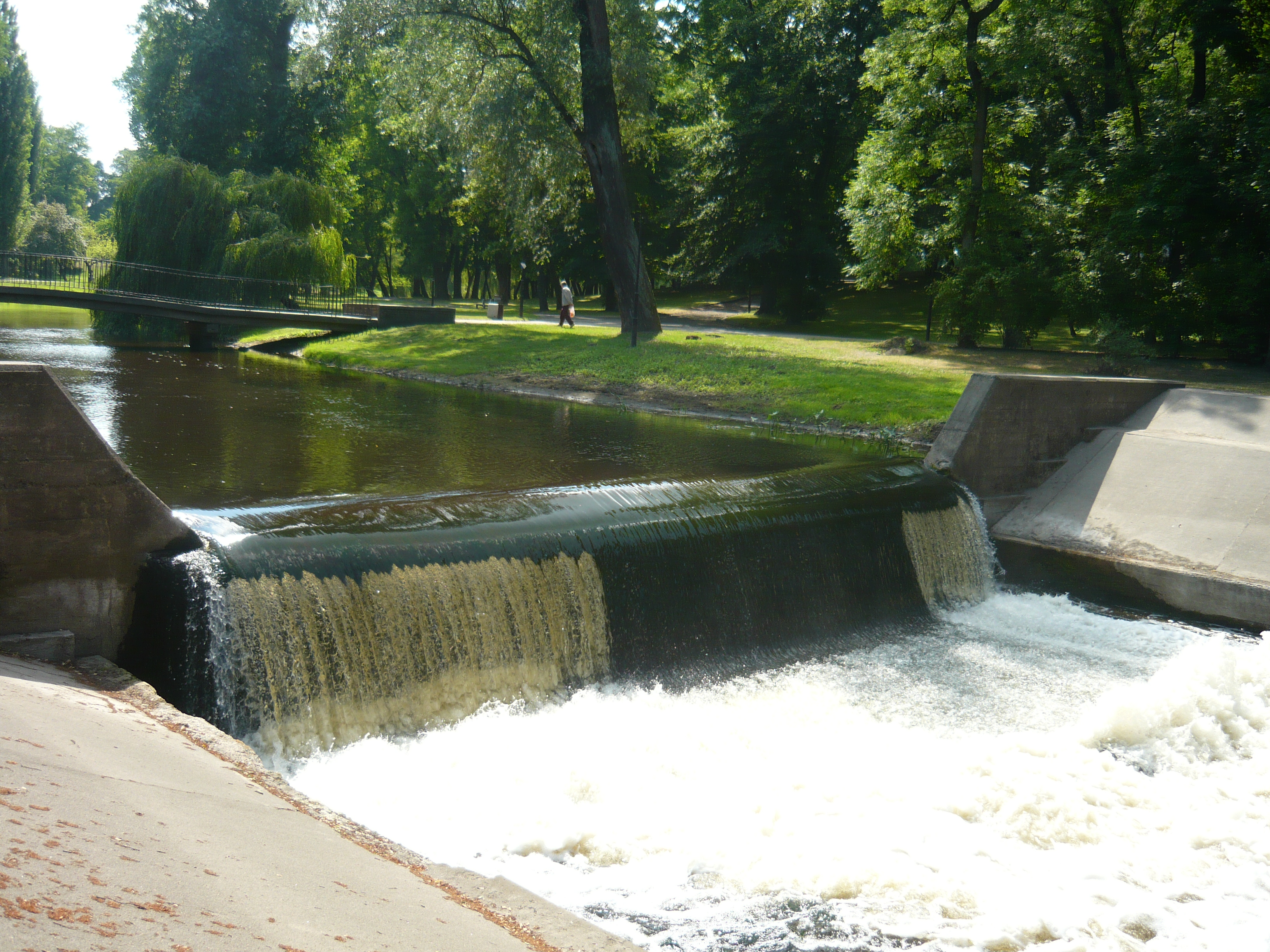
Wasserfall der Zgłowiączka
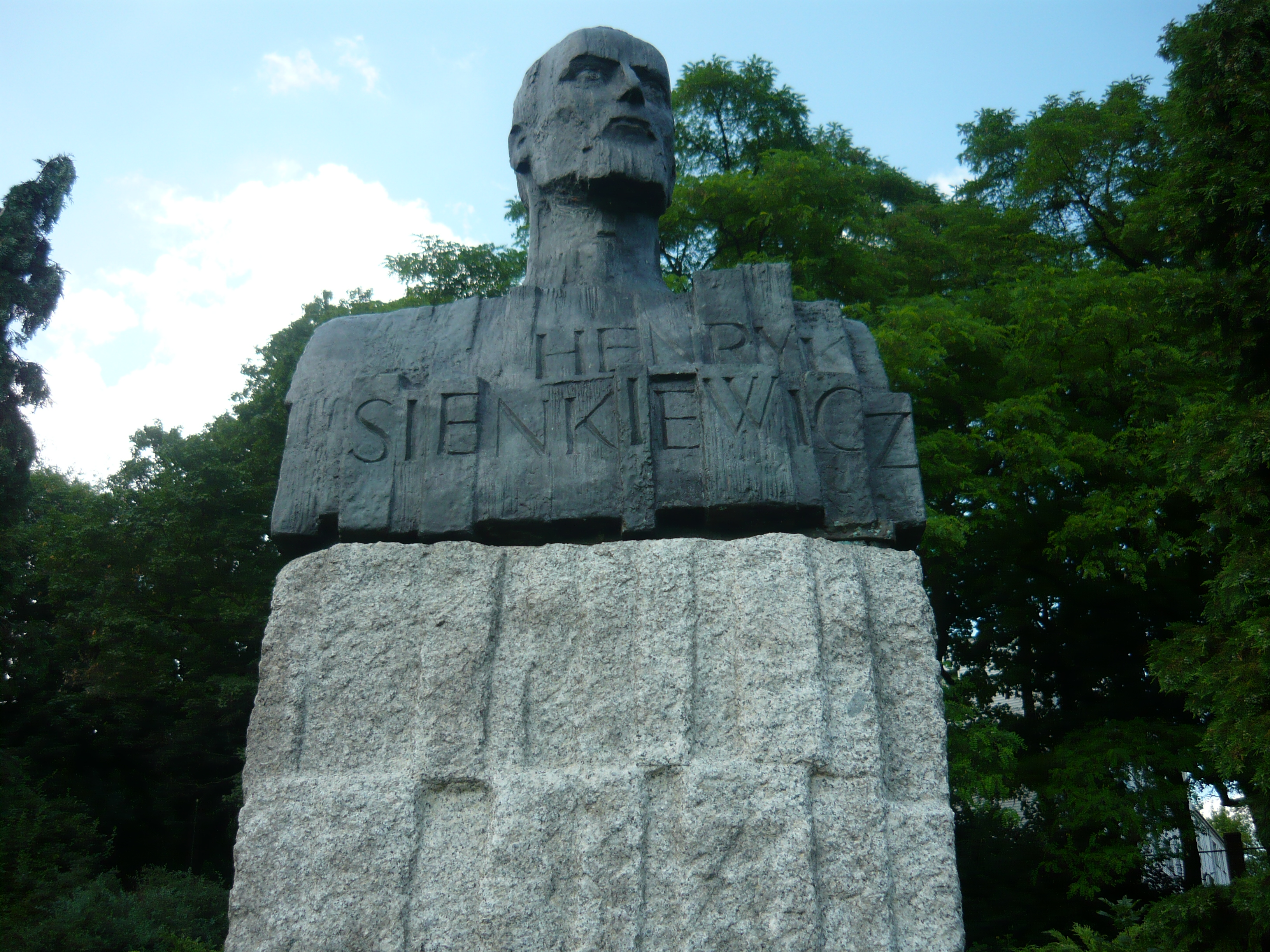
Büste von Henryk Sienkiewicz in der Parkmitte